# Festival des 3 Continents 1980
Le Festival des 3 Continents 1980, 2e édition du festival, s'est déroulé du 2 au 9 décembre 1980.

## Déroulement et faits marquants
Outre la compétition, la 2e édition du festival propose des hommages au réalisateur brésilien Nelson Pereira Dos Santos ainsi qu'un panorama du cinéma de l'Inde du Sud.

## Jury
- Charlotte Dubreuil : réalisatrice française
- Julio Diamante : réalisateur espagnol
- Jacques Robert : distributeur français
- Valerio Adami : peintre italien
- Jean-Claude Éloy : compositeur français

## Sélection

### En compétition
| Titre                           | Réalisation                            | Pays                |
| ------------------------------- | -------------------------------------- | ------------------- |
| Chafika et Metwali              | Ali Badrakhan                          | Égypte              |
| Enchanté ! (Muito Prazer)       | David Neves                            | Brésil              |
| Esthappan                       | Govindan Aravindan                     | Inde                |
| Fragments – Un reste d'images   | Nabil Maleh                            | Syrie               |
| L'Exilé                         | Oumarou Ganda                          | Niger               |
| La Chapelle                     | Jean-Michel Tchissoukou                | République du Congo |
| La Lune et le soleil            | Slamet Rahardjo                        | Indonésie           |
| La Maison tragique              | Sheikh Niamat Ali et Masihuddin Shaker | Bangladesh          |
| Les Sauterelles (Bahvni bhavai) | Vasantha Obeysekera                    | Sri Lanka           |
| Search                          | Amir Naderi                            | Iran                |
| Sur les terres fertiles         | Erden Kıral                            | Syrie               |

### Autres programmations
- Hommage à Nelson Pereira Dos Santos
- Panorama du cinéma de l'Inde du Sud

## Palmarès
- Montgolfière d'or : Chafika et Metwali de Ali Badrakhan[1]
- Mention spéciale : Sur les terres fertiles de Erden Kıral